# Basfia
Basfia is een bacteriegeslacht uit de familie Pasteurellaceae. Het omvat een soort, de gramnegatieve, niet-motiele, facultatief anaerobe bacterie Basfia succiniciproducens. Soort en geslacht zijn in 2010 beschreven door Peter Kuhnert et al.
De geslachtsnaam Basfia verwijst naar het chemieconcern BASF, waar de eerste stam van de bacterie werd geïsoleerd uit de pens (rumen) van koeien. De soortnaam succiniciproducens geeft aan dat deze bacterie een producent is van barnsteenzuur (succinic acid in het Engels), en mogelijk kan gebruikt worden voor de biosynthese van deze stof. Ze produceert barnsteenzuur in anaerobe omstandigheden met glucose als substraat.